# Щиголев, Алексей Николаевич
Алексей Николаевич Щиголев (18 сентября 1972, Москва) — советский и российский футболист, выступавший на позиции защитника. Играл в высших дивизионах России, Южной Кореи, Израиля и Белоруссии.

## Биография
Воспитанник футбольной школы московского «Торпедо». Призывался в юношескую сборную Москвы, в её составе в 1989 году стал победителем всесоюзного турнира «Надежда». На взрослом уровне дебютировал в составе «Торпедо» 4 сентября 1989 года в матче Кубка Федерации против «Днепра». В течение нескольких следующих сезонов выступал за дубль автозаводцев, а также в 1990 году сыграл один матч во второй лиге в составе московской «Звезды». В чемпионате России дебютировал 7 ноября 1992 года в матче против «Динамо-Газовика».
После ухода из «Торпедо» полтора сезона играл в первой лиге за «Шинник». В 1994 году впервые перешёл в заграничный клуб — корейский «Эл-Джи Читас». В сезоне 1994/95 выступал в Израиле за «Бейтар» из Тель-Авива, а в 1996 году сыграл 2 матча (по другим данным — 22) в составе корейского «Пучхон Юконга».
В 1997 году вернулся в «Шинник», который в это время выступал в высшей лиге. В первой половине сезона был основным защитником команды, а после летнего перерыва стал игроком замены. Всего за сезон сыграл 21 матч. В следующем сезоне играл в высшей лиге за «Уралан», но сыграл только 4 неполных матча. Всего в высшей лиге России на счету Щиголева 26 матчей.
В сезоне 1999/00 (и возможно в сезоне 1998/99[уточнить]) играл в Израиле за «Маккаби» из Герцлии. Также в этот период выступал в первом дивизионе России за «Томь». В конце карьеры играл за новокузнецкий «Металлург» и «Рязань-Агрокомплект», а последней командой защитника стал клуб белорусской высшей лиги брестское «Динамо». Завершил профессиональную карьеру в 2009 году в возрасте 37 лет.
После окончания карьеры работал директором академии московского «Локомотива». В августе 2016 года после смены руководства клуба планировалась его отставка, однако впоследствии он остался на своей должности.
С 2019 года — начальник отдела развития талантливых игроков в Российском футбольном союзе.
С начала 2021 года — вновь директор Академии ФК «Локомотив».